# Crotaphatrema tchabalmbaboensis
Crotaphatrema tchabalmbaboensis là một loài không chân thuộc họ Scolecomorphidae. Chúng là loài đặc hữu của Cameroon.
Môi trường sống tự nhiên của chúng là vùng núi ẩm nhiệt đới hoặc cận nhiệt đới và đồng cỏ nhiệt đới hoặc cận nhiệt đới vùng đất cao.